# Triple saut masculin aux championnats du monde d'athlétisme 1997
Navigation
Göteborg 1995 Séville 1999
L'épreuve du triple saut masculin des championnats du monde d'athlétisme 1997 s'est déroulée les 6 et 8 août 1997 au Stade olympique d'Athènes, en Grèce. Elle est remportée par le Cubain Yoelbi Quesada.
40 athlètes ont disputé les qualifications le 6 août. La finale a eu lieu deux jours plus tard. Le cubain Yoelbi Quesada y remporte l'or. Il devance le champion du monde sortant Jonathan Edwards, et son compatriote Aliecer Urrutia

## Podium
| Or             | Argent           | Bronze          |
| Yoelbi Quesada | Jonathan Edwards | Aliecer Urrutia |

## Qualifications
Pour se qualifier directement pour la finale, les athlètes doivent réaliser un saut à 17,00 m. Si le nombre d'athlètes directement qualifié est inférieur à 12, les 12 meilleurs sont qualifiés.
Les sauteurs sont divisés en deux groupes de 20 athlètes.
Se sont qualifiés dans le groupe A : 
| Athlète            | Nationalité | Performance | Vent      |
| ------------------ | ----------- | ----------- | --------- |
| Yoelbi Quesada     | Cuba        | 17,47 m     | + 0,9 m/s |
| Jonathan Edwards   | Royaume-Uni | 17,28 m     | + 0,4 m/s |
| Kenny Harrison     | États-Unis  | 17,11 m     | - 1,0 m/s |
| Hrístos Melétoglou | Grèce       | 17,04 m     | - 0,3 m/s |
| Jérôme Romain      | Dominique   | 17,03 m     | + 0,6 m/s |
| Charles Friedek    | Allemagne   | 16,98 m     | - 2,0 m/s |
| Brian Wellman      | Bermudes    | 16,84 m     | + 0,8 m/s |

Se sont qualifiés dans le groupe B : 
| Athlète           | Nationalité | Performance | Vent      |
| ----------------- | ----------- | ----------- | --------- |
| Aliecer Urrutia   | Cuba        | 17,11 m     | + 0,0 m/s |
| Andrew Owusu      | Ghana       | 17,05 m     | + 0,3 m/s |
| Serge Hélan       | France      | 17,01 m     | + 0,1 m/s |
| Armen Martirosyan | Arménie     | 16,98 m     | + 0,7 m/s |
| Denis Kapustin    | Russie      | 16,96 m     | + 0,0 m/s |

## Finale
Les finalistes disposent de 3 essais. À l'issue de ces 3 essais, les 8 meilleurs ont 3 nouveaux essais.
| Rang               | Athlète            | Essais  | Essais  | Essais  | Essais  | Essais  | Essais  | Marque              | Notes |
| Rang               | Athlète            | 1       | 2       | 3       | 4       | 5       | 6       | Marque              | Notes |
| ------------------ | ------------------ | ------- | ------- | ------- | ------- | ------- | ------- | ------------------- | ----- |
| Médaille d'or      | Yoelbi Quesada     | 17,60 m | 17,85 m | 17,60 m | X       | -       | -       | 17,85 m (+0,9 m/s)  | NR    |
| Médaille d'argent  | Jonathan Edwards   | 17,33 m | X       | 16,80 m | 17,66 m | 17,57 m | 17,69 m | 17,69 m (+ 0,3 m/s) |       |
| Médaille de bronze | Aliecer Urrutia    | 17,23 m | 17,64 m | 17,25 m | 15,67 m | -       | X       | 17,64 m (+ 0,0 m/s) | SB    |
| 4                  | Denis Kapustin     | X       | X       | 17,29 m | 17,19 m | 17,59 m | X       | 17,59 m (- 0,2 m/s) | SB    |
| 5                  | Brian Wellman      | X       | 17,22 m | 16,90 m | X       | -       | X       | 17,22 m (+ 0,0 m/s) | SB    |
| 6                  | Jérôme Romain      | 16,75 m | 17,17 m | 16,85 m | 16,87 m | 16,62 m | 16,63 m | 17,17 m (- 0,4 m/s) |       |
| 7                  | Hrístos Melétoglou | 16,75 m | X       | 17,12 m | X       | 16,48 m | 16,85 m | 17,12 m (- 0,2 m/s) | SB    |
| 8                  | Andrew Owusu       | 17,11 m | 16,74 m | 15,33 m | -       | 16,82 m | 16,38 m | 17,11 m (+ 0,4 m/s) |       |
| 9                  | Kenny Harrison     | X       | 17,05 m | 17,04 m |         |         |         | 16,92 m (- 1,6 m/s) |       |
| 10                 | Serge Hélan        | 16,89 m | X       | 16,97 m |         |         |         | 16,97 m (- 0,6 m/s) |       |
| 11                 | Charles Friedek    | 16,83 m | X       | 16,86 m |         |         |         | 16,86 m (+ 0,0 m/s) |       |
| 12                 | Armen Martirosyan  | 16,46 m | X       | 16,70 m |         |         |         | 16,70 m (- 0,2 m/s) |       |

## Légende
Records et Performances
- AR : Record continental (area record)
- CR : Record des championnats (championship record)
- MR : Record du meeting (meet record)
- NR : Record national (national record)
- OR : Record olympique (olympic record)
- PR : Record paralympique (paralympic record)
- PB : Record personnel (personal best)
- SB : Meilleure performance personnelle de la saison (season's best)
- WL : Meilleure performance mondiale de l'année (world leader)
- WJR : Record du monde junior (world junior record)
- WR : Record du monde (world record)

Circonstances et Conditions
- DNF : N'a pas terminé (did not finish)
- DNS : N'a pas pris le départ (did not start)
- DQ : Disqualification (disqualification)
- NM : Aucun essai valable enregistré (No Mark)
- Q : Qualifié « directement » au prochain tour (ou à la prochaine compétition), lors d'une compétition majeure, grâce au classement ou à la réalisation des minima (automatic qualifier)
- q : Qualifié au prochain tour (ou à la prochaine compétition), lors d'une compétition majeure, grâce au repêchage ou à la réalisation de l'une des meilleures performances parmi celles des « non qualifiés directement » (grâce au meilleur temps ou à la meilleure distance par exemple) (secondary qualifier)